# کارلوس آردیلا لوله
کارلوس آردیلا لوله (اسپانیایی: Carlos Arturo Ardila Lülle‎؛ ۴ ژوئیهٔ ۱۹۳۰ - ۱۳ اوت ۲۰۲۱) کارآفرین، نیکوکار و سرمایه‌دار اهل کلمبیا، که مالک شرکت پستوبان و باشگاه فوتبال اتلتیکو ناسیونال بود.